# Sapromyza montis
Sapromyza montis är en tvåvingeart som beskrevs av Becker 1914. Sapromyza montis ingår i släktet Sapromyza och familjen lövflugor.
Artens utbredningsområde är Kenya. Inga underarter finns listade i Catalogue of Life.